# Suara Timor Lorosae
Suara Timor Lorosae (STL) – wschodniotimorski dziennik z siedzibą w Dili.
Jest jednym z głównych środków masowego przekazu w kraju.
Publikuje treści w czterech językach: tetum, indonezyjskim, portugalskim i angielskim.
Został zapoczątkowany w 1993 roku jako „Suara Timor Timur” i w tej postaci istniał do 1999 roku. Dziennik o nazwie „Suara Timor Lorosae” powstał w 2000 roku.